# IC 2974
IC 2974 ist eine Spiralgalaxie vom Hubble-Typ Sc im Sternbild Jungfrau auf der Ekliptik. Sie ist schätzungsweise 251 Millionen Lichtjahre von der Milchstraße entfernt und hat einen Durchmesser von etwa 165.000 Lj.
Im selben Himmelsareal befindet sich u. a. die Galaxie IC 741.
Das Objekt wurde am 23. März 1895 von dem Astronomen Lewis Swift entdeckt.